# Xenimpia kala
Xenimpia kala là một loài bướm đêm trong họ Geometridae.